# Ричардсон, Хейли Лу
Хе́йли Лу Ри́чардсон (англ. Haley Lu Richardson; род. 7 марта 1995) — американская актриса. Наиболее известна по ролям в фильмах «Почти семнадцать», «Сплит» (2016) и «В метре друг от друга» (2019).

## Ранние годы
Ричардсон родилась в Финиксе, штат Аризона, в семье Валери (урождённой Валикетт), специалиста по рекламе, и Форреста Л. Ричардсона, архитектора полей для гольфа. Она посещала среднюю школу «Villa Montessori» и старшую школу «Arcadia». В возрасте 16 лет она вместе с матерью переехала в Лос-Анджелес.

## Карьера
Ричардсон начинала карьеру на телевидении, появившись c повторяющимися ролями в сериалах «Рейвенсвуд» и «Путь к выздоровлению». В 2016 году она исполнила второстепенную роль в фильме «Почти семнадцать», а также появилась в психологическом триллере «Сплит». Её прорывом стала роль Кейси в фильме «Колумбус», принёсшая Ричардсон номинацию на премию «Готэм» за лучшую женскую роль. В 2019 году Ричардсон исполнила главную женскую роль в романтической драме «В метре друг от друга».
В 2022 году она сыграла роль Порши во втором сезоне комедийной драмы HBO «Белый лотос».
В феврале 2023 года снялась в клипе группы Jonas Brothers на их песню «Wings».
В 2009 году Ричардсон основала линию вязаной одежды и аксессуаров «Hooked by Haley Lu».

## Личная жизнь
С 2012 года Ричардсон встречается с актёром Бреттом Дайером. В марте 2018 года у них была помолвка. В 2022 году пара рассталась.

## Фильмография

### Кино
| Год  | Русское название               | Оригинальное название                          | Роль            | Примечания                                               |
| ---- | ------------------------------ | ---------------------------------------------- | --------------- | -------------------------------------------------------- |
| 2012 |                                | Meanamorphosis                                 | Кэмерон         | Короткометражный фильм                                   |
| 2014 | Последние выжившие             | The Last Survivors                             | Кендал          |                                                          |
| 2014 | Молодой Кесьлёвский            | The Young Kieslowski                           | Лесли Маллард   |                                                          |
| 2015 | Бронза                         | The Bronze                                     | Мэгги Таунсенд  |                                                          |
| 2015 |                                | Follow                                         | Вив             | Короткометражный фильм                                   |
| 2016 | Почти семнадцать               | The Edge of Seventeen                          | Криста          |                                                          |
| 2016 | Сплит                          | Split                                          | Клэр Бенуа      |                                                          |
| 2017 | Колумбус                       | Columbus                                       | Кейси           | Номинация — Премия «Готэм» за лучшую женскую роль (2017) |
| 2018 | Поддержите девушек             | Support the Girls                              | Мэйси           |                                                          |
| 2018 | Операция «Финал»               | Operation Finale                               | Сильвия Херманн |                                                          |
| 2018 | Сопровождающая                 | The Chaperone                                  | Луиза Брукс     |                                                          |
| 2019 | В метре друг от друга          | Five Feet Apart                                | Стелла Грант    |                                                          |
| 2020 | Небеременная                   | Unpregnant                                     | Вероника Кларк  |                                                          |
| 2021 | После Янга                     | After Yang                                     | Ада             |                                                          |
| 2023 | Любовь с первого взгляда       | Statistical Probability of Love at First Sight | Хэдли Салливан  |                                                          |
|      | Удачи, веселитесь, не умирайте | Good Luck, Have Fun, Don't Die                 |                 |                                                          |

### Телевидение
| Год       | Русское название                    | Оригинальное название             | Роль          | Примечания                         |
| --------- | ----------------------------------- | --------------------------------- | ------------- | ---------------------------------- |
| 2012      |                                     | Up in Arms                        | танцовщица    | Эпизод: «Flash Mob Parody Special» |
| 2012      |                                     | Christmas Twister                 | Кейтлин       | Телевизионный фильм                |
| 2013      |                                     | Adopted                           | Дестини       | Невышедший пилот канала ABC        |
| 2013      | Танцевальная лихорадка              | Shake It Up                       | танцовщица    | Эпизод: «Quit It Up»               |
| 2013      | Побег из полигамии                  | Escape from Polygamy              | Джулина       | Телевизионный фильм                |
| 2013—2014 | Рейвенсвуд                          | Ravenswood                        | Тесс Хэмилтон | Повторяющаяся роль, 5 эпизодов     |
| 2014      | Неуклюжая                           | Awkward                           | Маккензи      | Эпизод: «Sophomore Sluts»          |
| 2015      | Закон и порядок: Специальный корпус | Law & Order: Special Victims Unit | Дженна Дэвис  | Эпизод: «Decaying Morality»        |
| 2015      | Твоя семья или моя                  | Your Family or Mine               | Майя          | Эпизод: «Pilot»                    |
| 2016      | Путь к выздоровлению                | Recovery Road                     | Элли Деннис   | Повторяющаяся роль, 6 эпизодов     |
| 2019      | Девственница Джейн                  | Jane The Virgin                   | Чарли         | 2 эпизода Не указана в титрах      |
| 2022      | Белый лотос                         | The White Lotus                   | Порша         | Главная роль (сезон 2) 7 эпизодов  |
|           | Пони                                | Ponies                            | Твайла        |                                    |